# قد شائك
قد شائك (الاسم العلمي: Cottus asper) (بالإنجليزية: prickly sculpin)‏ هو نوع من الأسماك يتبع جنس القد من الفصيلة القديات.